# Rampage de Grand Rapids
Stade
Le Rampage de Grand Rapids (en anglais : Grand Rapids Rampage) est une franchise américaine de football américain en salle évoluant en Arena Football League depuis 1998. Basés à Grand Rapids (Michigan), le Rampage joue au Van Andel Arena, enceinte de 10 904 places inaugurée en 1996.

## Palmarès
- Champion de l'Arena Football League : 2001

## Saison par saison
| Saison | Vic. | Déf. | Nuls | Class.            | En playoffs               |
| 1998   | 3    | 11   | 0    | 4e AC Central     | --                        |
| 1999   | 8    | 6    | 0    | 2e AC Central     | Défaite au 1er tour       |
| 2000   | 6    | 8    | 0    | 3e AC Central     | Défaite au 1er tour       |
| 2001   | 11   | 3    | 0    | 1er AC Central    | Victoire à l'ArenaBowl XV |
| 2002   | 8    | 6    | 0    | 2e AC Central     | Défaite au 1er tour       |
| 2003   | 8    | 8    | 0    | 2e AC Central     | Défaite au 1er tour       |
| 2004   | 1    | 15   | 0    | 5e AC Central     | --                        |
| 2005   | 4    | 12   | 0    | 4e AC Central     | --                        |
| 2006   | 5    | 11   | 0    | 4e AC Central     | --                        |
| Totals | 58   | 84   | 0    | (inclus playoffs) | (inclus playoffs)         |